# Odensegårds amt
Odensegårds amt (danska: Odensegård Amt), även känt som Odense amt (danska: Odense Amt) var ett amt i södra Danmark. Amtet omfattade ett område på den norra delen av ön Fyn. Utöver residensstaden Odense, omfattade det även staden Kerteminde.

## Administrativ historik
Odensegårds amt bildades när Danmarks län ersattes av amt 1662 och ersatte då det dåvarande slottslänet Odensegårds län.
Amtet upphörde i samband med amtsreformen 1793 då det, tillsammans med Assens, Hindsgavls och Rugårds amt, blev en del av det då nybildade Odense amt, som sedan i sin tur blev en del av Fyns amt i samband med kommunreformen 1970. Sedan kommunreformen 2007 tillhör området Region Syddanmark.

## Härader
Odense amt omfattade fem härader:
- Bjerge härad (västra delen)
- Lunde härad
- Odense härad (förutom Vissenbjergs socken)
- Skams härad
- Åsums härad

Den östra delen av Bjerge härad (socknarna Dalby, Mesinge, Revninge, Stubberup och Viby) hörde till Nyborgs amt, medan Vissenbjergs socken hörde till Rugårds amt.